# Scoglio Lupo
Lo scoglio Lupo (in croato hrid Kurjak) è un isolotto disabitato della Croazia situato a nordovest dell'isola di Ulbo.
Amministrativamente appartiene alla città di Zara, nella regione zaratina.

## Geografia
Lo scoglio Lupo si trova nella parte nordorientale del canale di Ulbo, a sud-sudovest di punta Sib (rt Šip) sull'isola di Ulbo, da cui dista 890 m. Nel punto più ravvicinato, dista dalla terraferma (punta Jurisnizza (rt Jurišnica), sulla costa dalmata), 26,2 km.
Lupo è un isolotto di forma ovale, orientato in direzione nordovest-sudest, che misura 240 m di lunghezza e 90 m di larghezza massima. Ha una superficie di 0,0175 km² e uno sviluppo costiero di 0,552 km. A nord, raggiunge un'elevazione massima di 1,6 m s.l.m..

### Isole adiacenti
- Moronigo (Morovnik), isolotto di forma irregolare situato 3 km a nordovest di Lupo.
- Scoglio Sib (Šip o Sip), isolotto irregolare situato 1,4 km circa a nord di Lupo.

### Cartografia
- (HR) Mappa topografica della Croazia 1:25000, su preglednik.arkod.hr.